# Paralovenia latigaster
Paralovenia latigaster är en nässeldjursart som beskrevs av Xu och Huang 2004. Paralovenia latigaster ingår i släktet Paralovenia och familjen Cirrholoveniidae. Inga underarter finns listade i Catalogue of Life.